# Bomba Music
«Bomba Music» («Бомба Мьюзик») — российское музыкальное издательство, основанное в 1993 году. Компания занимается распространением лицензионной аудиопродукции как отечественных, так и западных исполнителей. Из иностранных лейблов компания сотрудничала с Universal Music, EMI, Sony Music, Warner Music, а также с независимыми фирмами. Помимо этого, компания занимается реализацией продукции отечественных музыкальных издательств: «Мелодия», «Moroz Records» и др. Помимо CD и DVD, компания производит ограниченные издания грампластинок на тяжёлом виниле.
До 2015 года реализация музыкальной продукции происходила исключительно оптом, однако в 2015 году открылся интернет-магазин по продаже виниловых пластинок, музыкальных CD, DVD, BLU RAY на розничной основе.
Среди проектов компании — издание на виниле антологий групп «Аквариум», «Ария», «Агата Кристи», «Пикник», «Наутилус Помпилиус», «Bad Boys Blue» и др.